# Jolanda Čeplak
Jolanda Čeplak, nata Jolanda Steblovnik (; Celje, 12 settembre 1976), è una mezzofondista slovena.

## Biografia
Nata a Celje, si è poi trasferita nella cittadina di Velenje. In carriera ha praticato diverse specialità del mezzofondo, specializzandosi soprattutto negli 800 m piani, disciplina in cui ha vinto una medaglia di bronzo olimpica ai Giochi di Atene 2004.
Negli 800 m piani ha vinto anche un oro agli Europei di Monaco di Baviera 2002, un oero e un bronzo agli Europei indoor e un argento ai Mondiali indoor. Il 2 marzo 2002, a Vienna, la Ceplak ha stabilito il record mondiale indoor degli 800 m piani con il tempo di 1'55"82.
È rimasta lontana dalle competizioni nell'estate del 2005 a causa di un infortunio al tendine d'Achille.

## Palmarès
- 2002
  - Campionati Europei Indoor - Vienna, Austria.
    - Medaglia d'oro negli 800m con record del mondo

  - Coppa del Mondo IAAF - Madrid, Spagna.
    - Medaglia di bronzo negli 800m

  - Coppa Europea Serie B Finale - Banská Bystrica, Slovacchia.
    - prima classificata negli 800m
- 2003
  - Coppa Europea Serie B Finale - Velenje, Slovenia
    - prima classificata negli 800m
- 2004
  - Campionati Mondiali IAAF Indoor 2004 - Budapest, Ungheria.
    - Medaglia d'argento negli 800m

  - Giochi della XXVIII Olimpiade - Atene, Grecia
    - Medaglia di bronzo negli 800m
- 2007
  - Campionati Europei Indoor - Birmingham, Regno Unito.
    - Medaglia di bronzo negli 800m